# Dragan Ćirić
Dragan Ćirić (ćir. Драган Ћирић; Beograd, 15. rujna 1974.) je bivši srbijanski nogometaš koji je igrao na poziciji veznog igrača.

## Karijera

### Nogometna karijera
Svoju nogometnu karijeru Ćirić je započeo u beogradskom Partizanu s kojim je do 1997. osvojio četiri naslova prvaka. Nakon toga prelazi u katalonskog diva FC Barcelonu s kojom je osvojio dvije Primere te jedan španjolski kup i Superkup Europe.
Sezonu 1999./00. Ćirić provodi na posudbi u AEK Ateni s kojom osvaja grčki kup nakon čega se vraća u Španjolsku gdje je četiri godine igrao za Real Valladolid. Završetkom ugovora, Ćirić se vraća u Partizan u kojem je ponovo osvojio naslov prvaka te se igrački umirovio sa svega 30 godina.

### Reprezentativna karijera
Dragan Ćirić je za nogometnu reprezentaciju SRJ odigrao svega četiri susreta u razdoblju između 1995. i 1997.

## Vanjske poveznice
- Reprezentacija.rs[neaktivna poveznica]
- Profil igrača na BD Futbol.com
- National-Football-Teams.com